# St. Anna (Pöggstall)

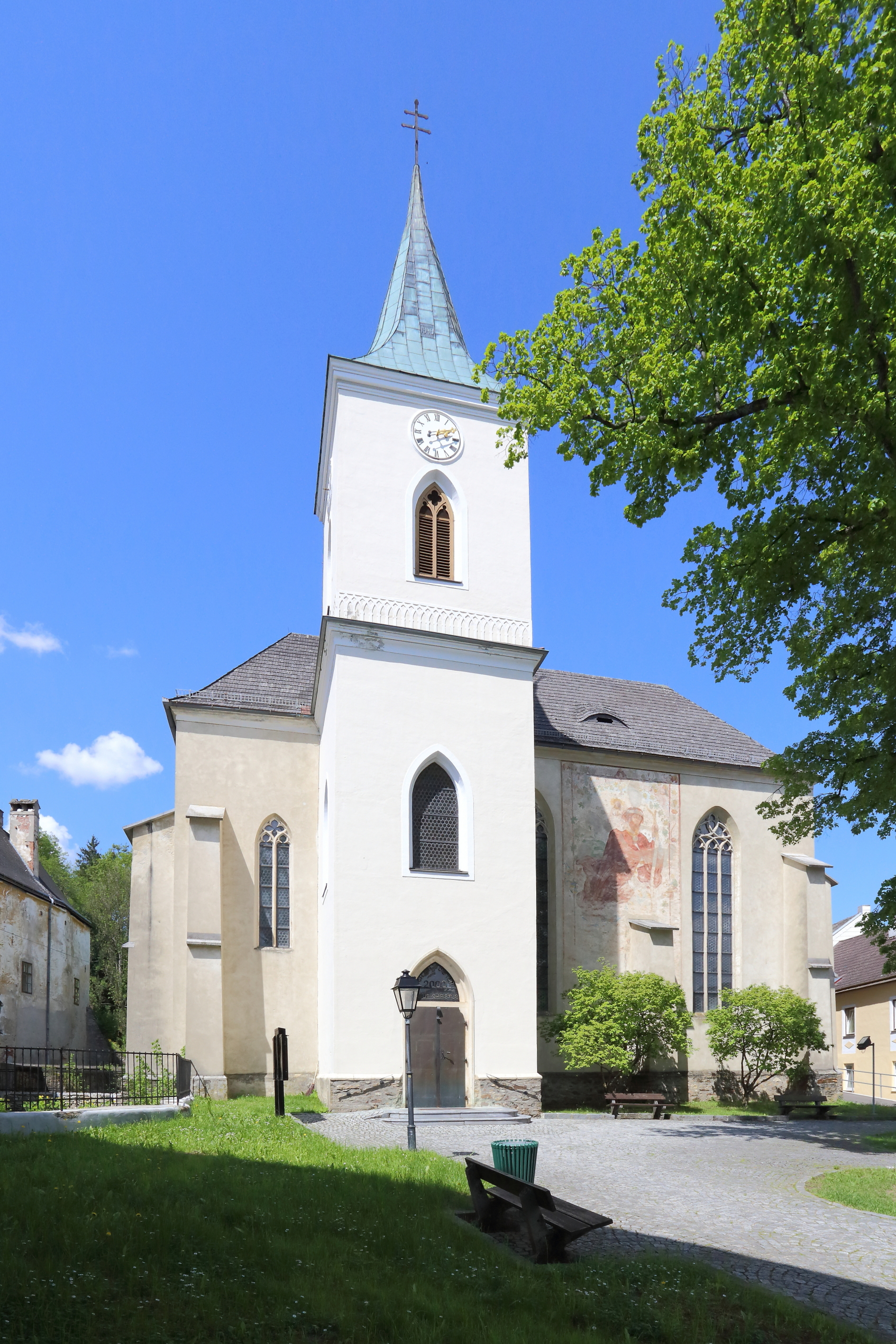
Südansicht mit der freigelegten Wandmalerei hl. Christophorus

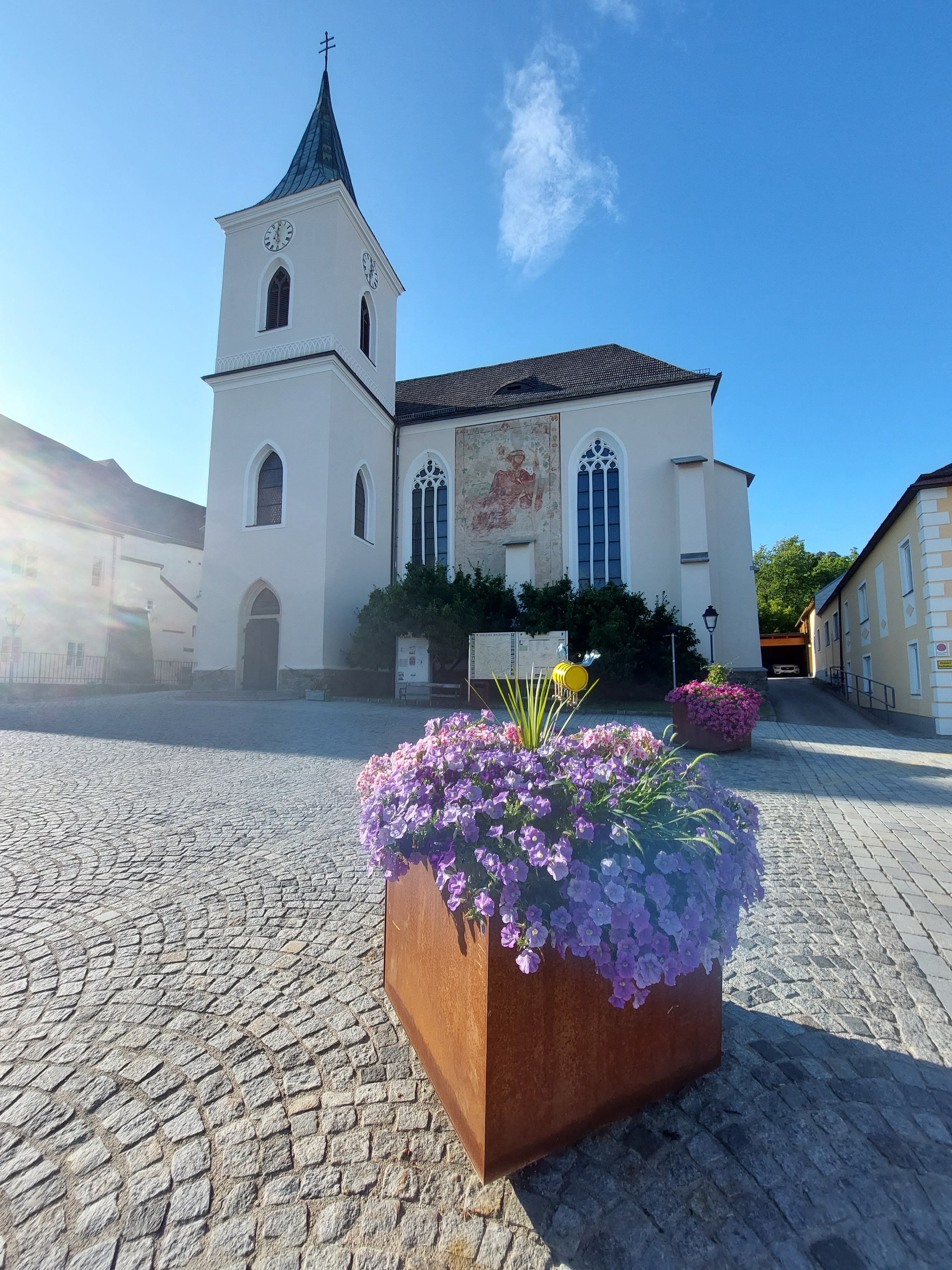
Pfarrkirche Pöggstall

Die römisch-katholische Pfarrkirche St. Anna in der niederösterreichischen Ortschaft Pöggstall im Dekanat Maria Taferl ist eine zweischiffige, apsidenlose, spätgotische Hallenkirche mit geradem Schluss und neugotischem Südturm. Die denkmalgeschützte Kirche (Listeneintrag) ist mit dem angrenzenden Schloss durch eine Brücke verbunden. Sie wurde 1480 als Schlosskirche und herrschaftliche Begräbnisstätte unter Kaspar von Rogendorf erbaut. Nach Auflassung der Pfarrkirche St. Anna im Felde wurde sie 1810 zur Pfarrkirche erhoben und der hl. Anna geweiht. Davor stand sie unter dem Patrozinium des hl. Ägidius.

## Äußeres
Der rechteckige Bau ist von einem Doppelwalmdach gedeckt. Sein umlaufender Sockel ist im Osten gestuft, im Westen sehr hoch und springt in den Burggraben ein. Das Äußere ist durch Strebepfeiler und zwei-, drei- und fünfbahnige Spitzbogenfenster mit Vierpass- und Fischblasenmaßwerk gegliedert. Vom westlichen Rechteckportal führt eine gemauerte Verbindungsbrücke über den Graben zum Schloss. Früher gab es außerdem eine Holzbrücke zur Empore. Der neugotische, zweigeschoßige Südturm mit Spitzbogenfenstern wurde 1810 erbaut, hat im Obergeschoß eine spitzbogige Blendbalustrade sowie zweibahnige Schallfenster mit hölzernem Maßwerk und wird von einem Zeltdach bekrönt. Im Norden liegt ein pultgedeckter zweigeschoßiger Sakristeianbau aus der Zeit um 1480 mit vergitterten Rechteckfenstern und im Nordwesten ein ebenerdiger Anbau mit Pultdach aus dem dritten Viertel des 20. Jahrhunderts. An der Südwand wurde 1964 eine Wandmalerei hl. Christophorus vom Anfang des 16. Jahrhunderts freigelegt. Seitlich sind zwei Wappen (Rogendorf und Liechtenstein) zu sehen. In der Eingangshalle im Turmerdgeschoß befindet sich ein schulterbogiges Portal mit durchkreuzter Stabrahmung aus der Zeit um 1480.

## Inneres

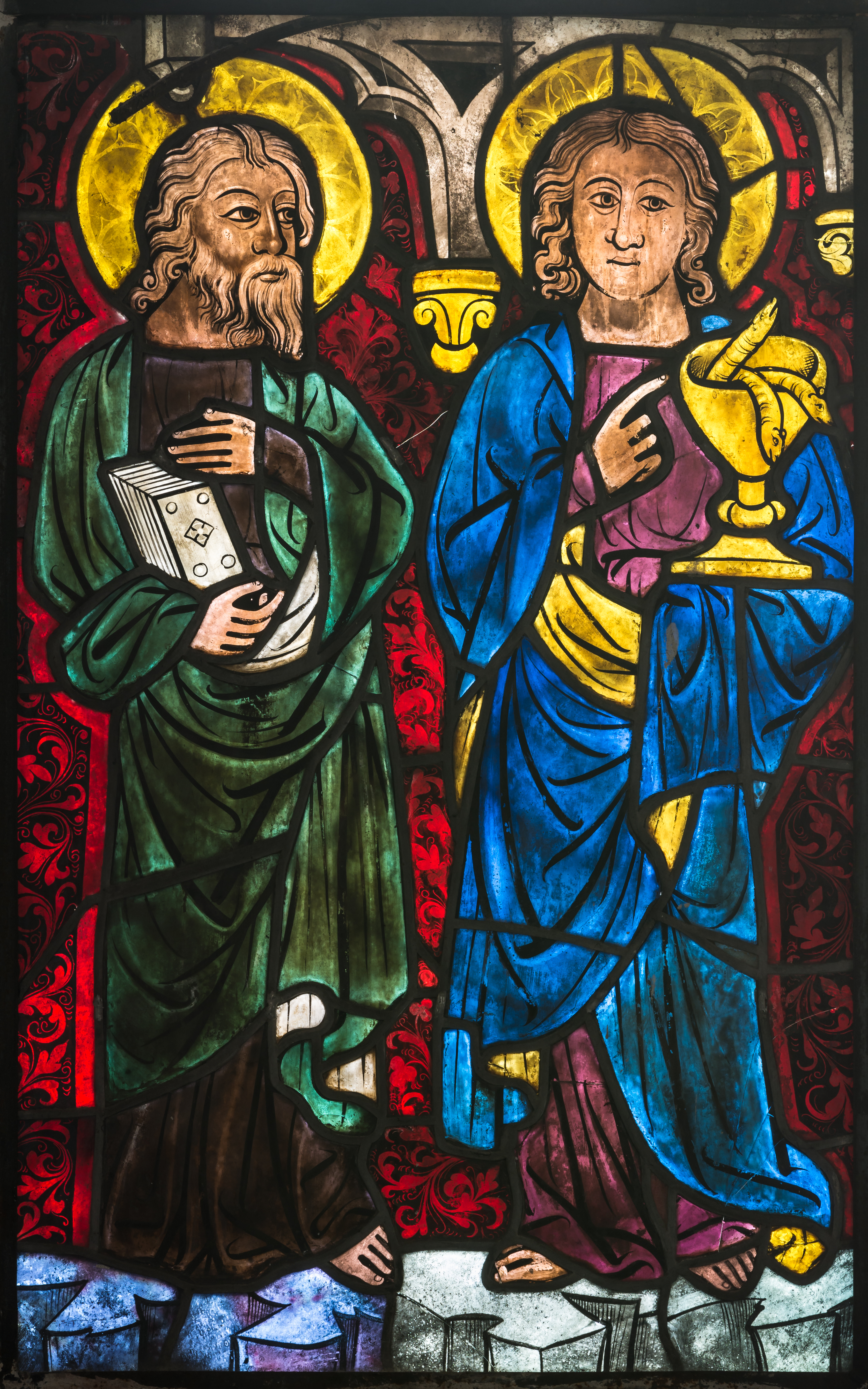
Apostel-Glasfenster von 1415

Der zweischiffige und dreijochige Hallenraum verfügt über Netzrippengewölbe auf zwei mächtigen Bündelpfeilern über niedrigen Sockeln mit profilierten, spitzbogigen Scheidebögen, die an der Ost- und Westwand konsolartig abgestuft sind.
Die gemauerte, netzrippenunterwölbte Empore aus dem Jahr 1480 nimmt das halbe Westjoch ein. Sie ist in vier gleich breiten, auf Achtseitpfeilern ruhenden, profilierten Spitzbogenarkaden zur Halle hin geöffnet. Ihre gemauerte Brüstung ist in quadratische Felder unterteilt und mit bedeutenden Seccomalereien geschmückt. Über dem Mittelpfeiler befindet sich eine profilierte, polygonale Konsole und eine seichte Rechtecknische. Oberhalb der seitlichen Pfeiler liegen ausschwingende Konsolen mit Stabprofil. Die entlang der Seitenwände des Langhauses verlaufenden Holzemporen sind durch Rechteckfelder gegliedert und im Norden mit reichem, unterschiedlich durchbrochenem, geschnitztem Blendmaßwerk und einem gemalten Wappenschild Rogendorf aus dem vierten Viertel des 15. Jahrhunderts versehen. Die Emporen im Süden sind mit stilisierten Pflanzenornamenten und zwei Wappen versehen. In der Mitte der Westwand erhebt sich ein vorspringender Wandpfeiler. Daran ist nördlich oberhalb der Empore ein runder Treppenturm mit Rechteckportal in durchkreuzter Stabrahmung angesetzt.
An der Nordseite führt ein Rechteckportal zur tonnengewölbten Sakristei. Darüber wurden um 1900 drei spitzbogige Oratoriumsfenster mit einer gemeinsamen Sohlbank eingebaut. In einem der südlichen Langhausfenster sind zwei mittelalterliche Glasfenster erhalten, die 1984/1985 restauriert wurden. Die Darstellung der beiden Apostel (rechts ist der hl. Johannes erkennbar) entstand um 1400, die des hl. Wolfgang wurde um 1450 geschaffen.

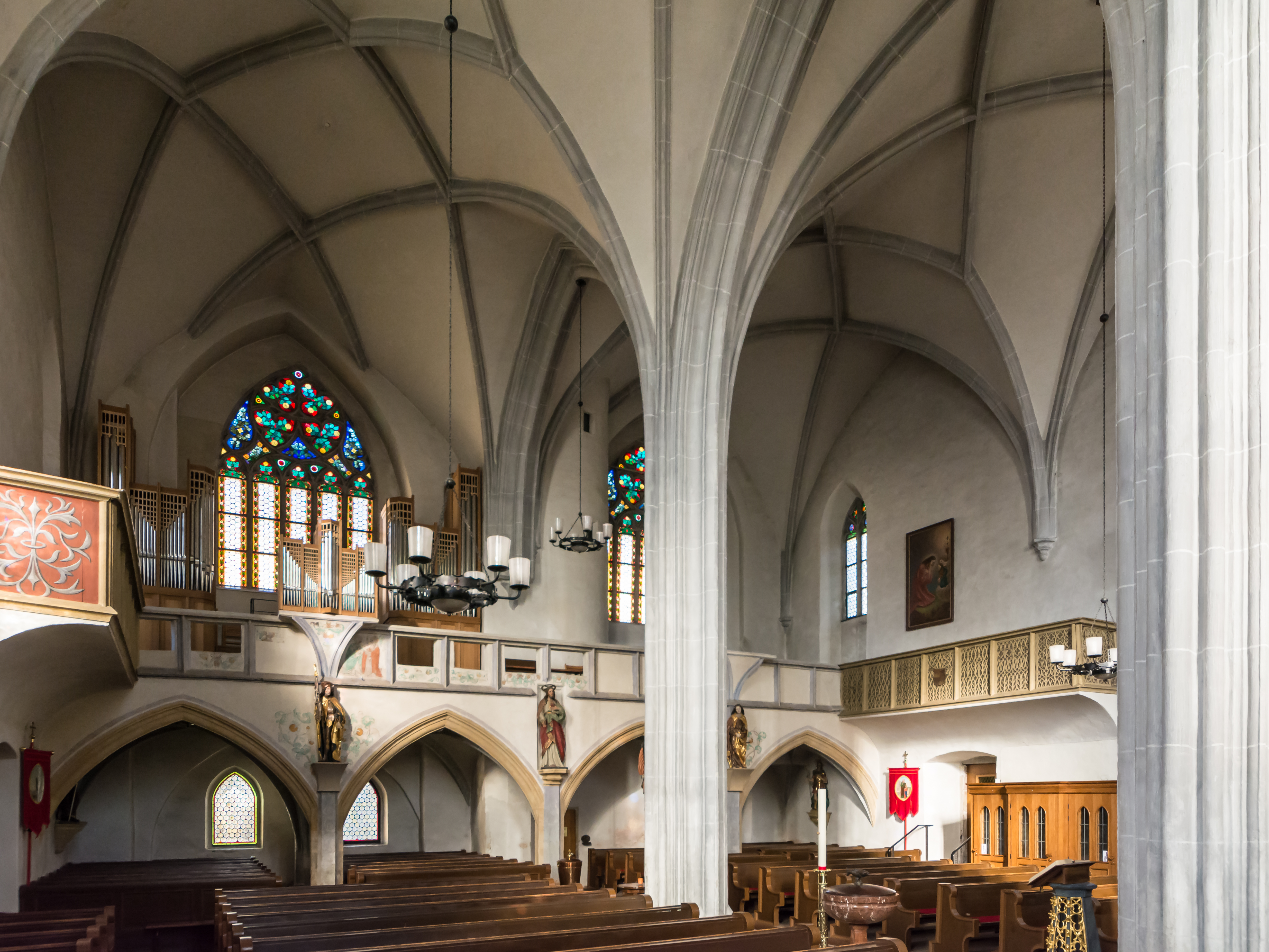
Empore mit Orgel
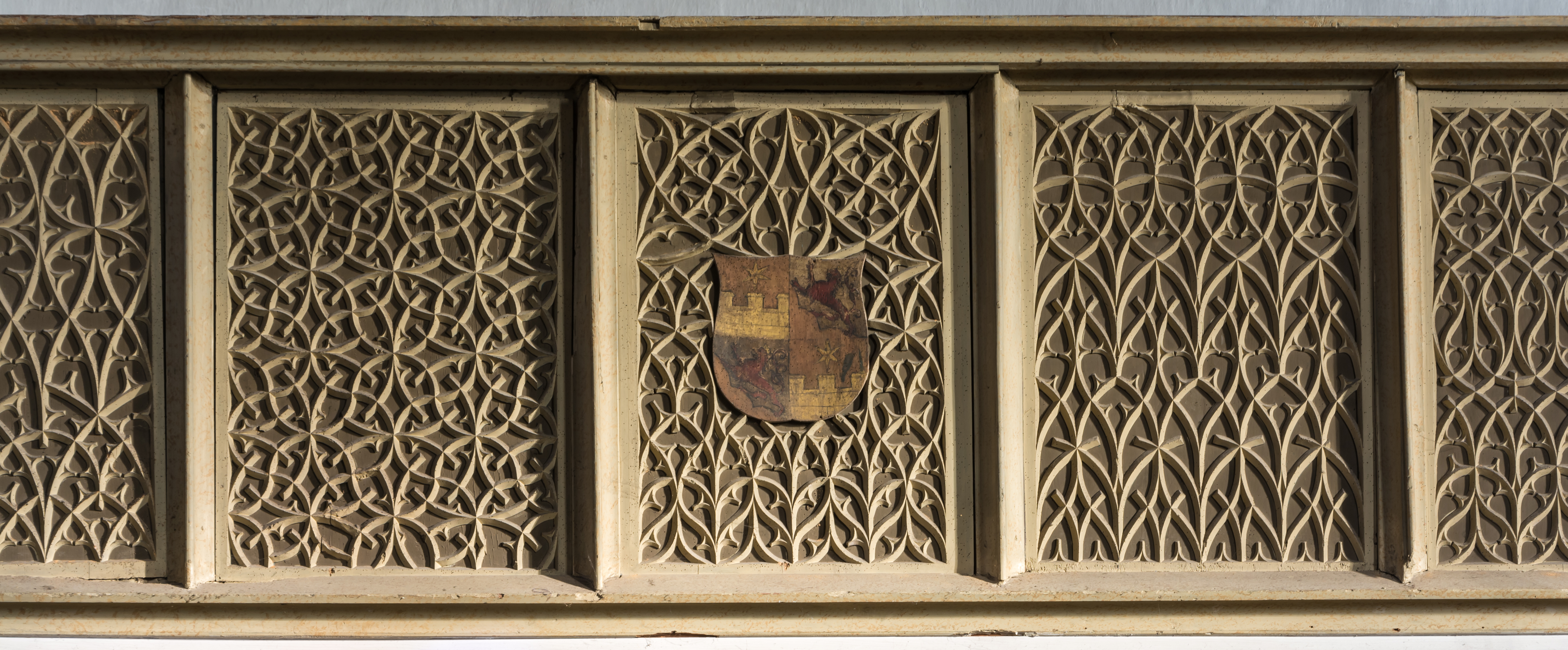
Nördliche Empore

## Einrichtung

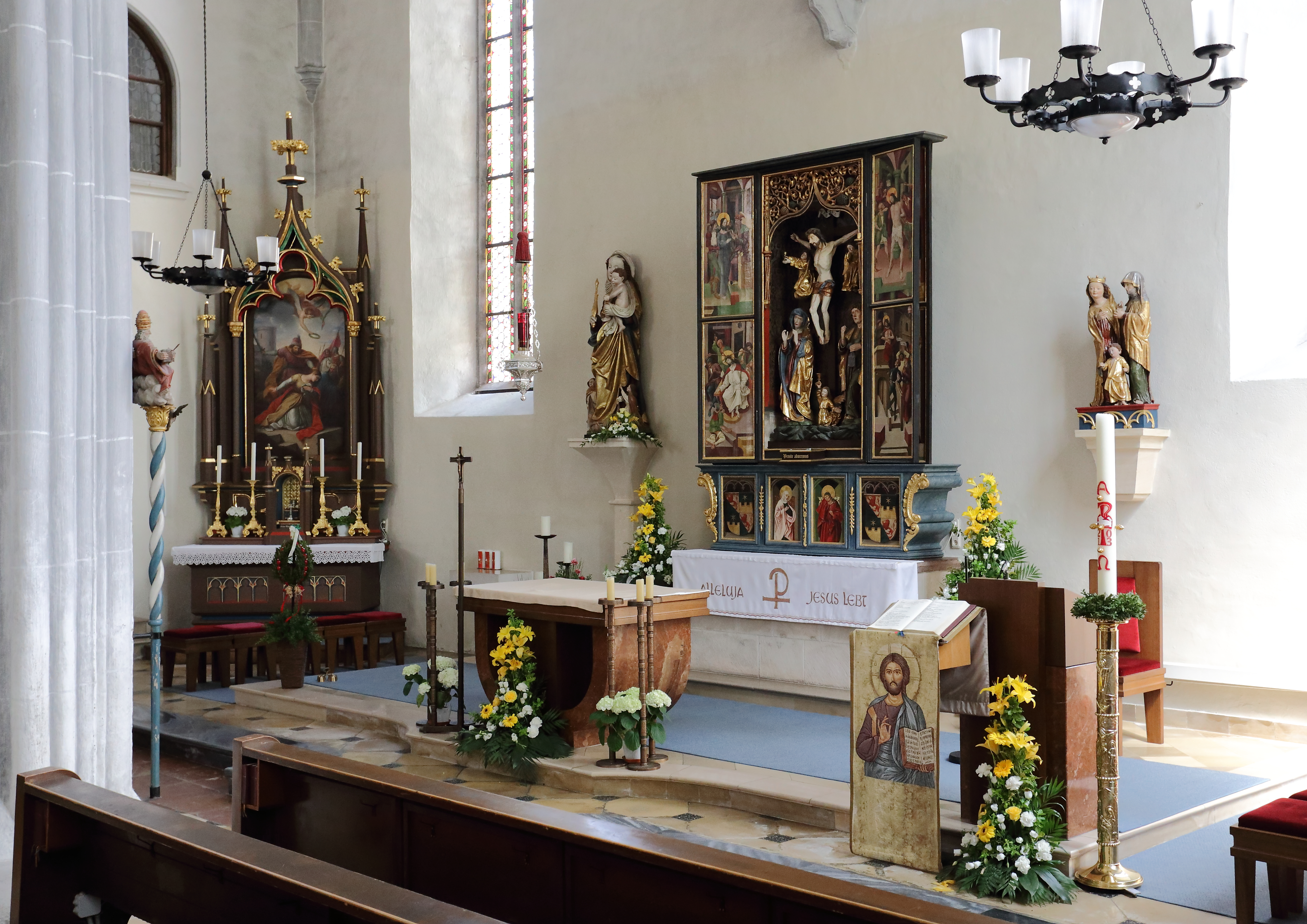
Altarraum

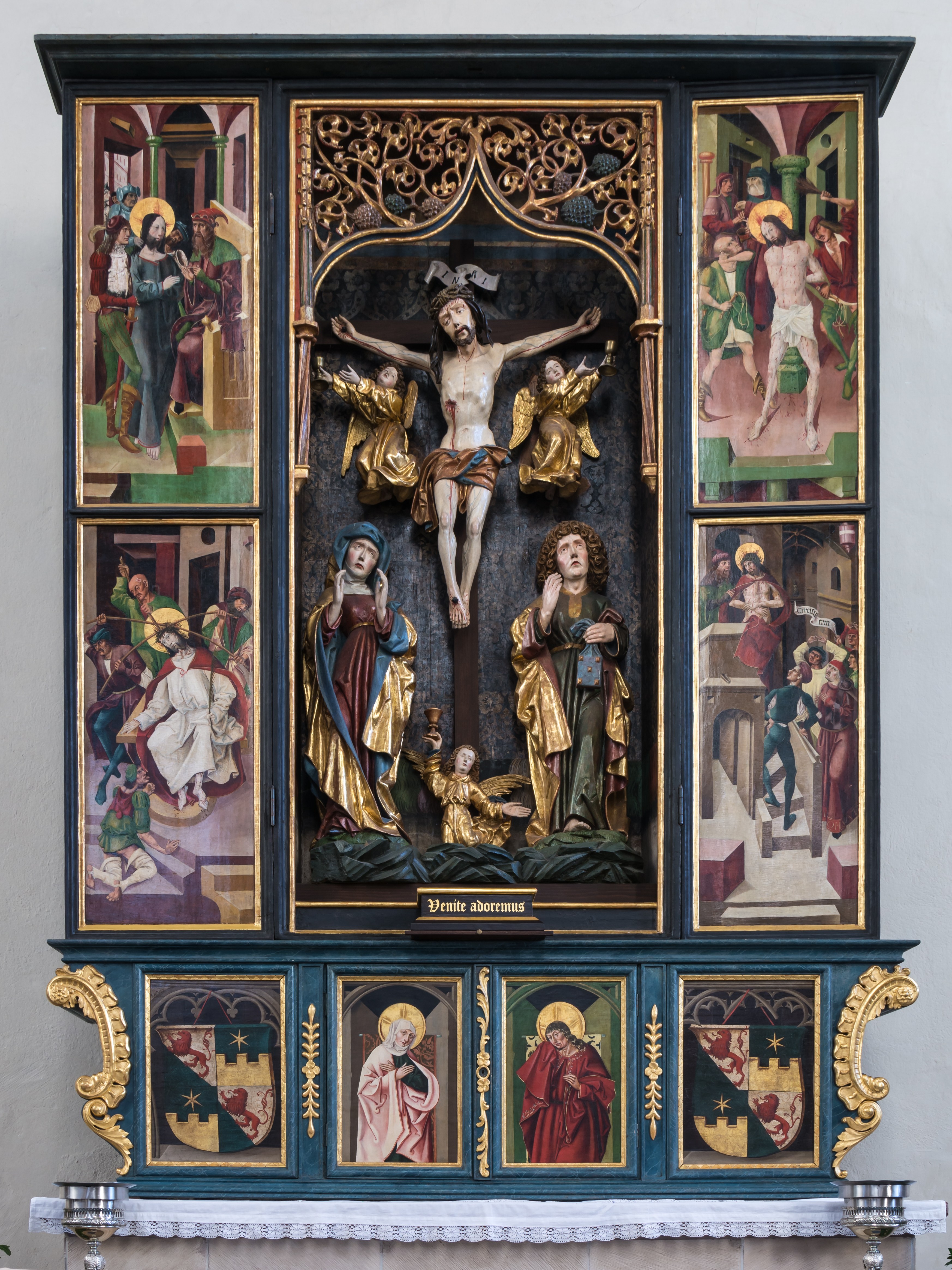
Gotischer Flügelaltar

Der Hochaltar ist ein bemerkenswerter spätgotischer Flügelaltar aus der Zeit um 1490. Er hat einen rechteckigen Schrein mit Rankenschnitzereien  Im Schrein befindet sich eine gotische Kreuzigungsgruppe, bestehend aus dem Gekreuzigten, sowie aus Maria und Johannes unter dem Kreuz und drei Engeln, die das Blut des Gekreuzigten auffangen. Diese Kreuzigungsgruppe folgt dem um 1480 entstandenen Kupferstich von Martin Schongauer. Die bemalten Flügel zeigen in geschlossenem Zustand die acht Heiligen Georg, Vitus, Sebastian, Mauritius sowie Florian, Ägidius, Leonhard und Achatius. In geöffnetem Zustand  sind vier Szenen der Passion Christi: Christus vor Pilatus, Dornenkrönung, Geißelung und Ecce Homo zu sehen. An der bemalten Predella sind links und rechtes Wappen der Familie Rogendorf zu sehen; auf den Tabernakeltüren außen Maria und Johannes, innen Maria Magdalena und Maria Salome.
Die zwei einander entsprechenden, neugotischen Seitenaltäre mit Tabernakel wurden 1847 errichtet und enthalten Bilder von Georg Srna: "Enthauptung der hl. Barbara" und "Krönung Mariens".
Auf Konsolen stehen Statuen aus verschiedenen Epochen. Im Osten, rechts neben dem Hochaltar, steht eine gotische Anna-selbdritt-Gruppe aus der Zeit um 1480.  Links des Altares steht eine ebenfalls gotische Statue der Madonna mit Kind auf der Mondsichel, die um 1480 entstanden ist. Auf der Mittelkonsole der Westempore befindet sich eine Herz-Jesu-Statue vom Anfang des 20. Jahrhunderts; an den Emporenpfeilern die gotischen Statuen des hl. Leopold und des hl. Erzengels Michael (um 1500), unter der Empore die Hll. Antonius Eremita und Wendelin aus der zweiten Hälfte des 18. Jahrhunderts.
Zur weiteren Ausstattung zählen unter anderem 14 Kreuzwegbilder, das Chorgestühl aus dem Jahr 1492, ein Weihwasserbecken aus dem Jahr 1659, zwei Vortragestangen aus dem 18. Jahrhundert und eine Glocke aus dem 14. Jahrhundert.
Die Orgel wurde 1996 von Sebastian Blank neu gebaut. Sie besitzt 2 Manuale (Rückpositiv und Hauptwerk) und Pedal mit insgesamt 20 Registern und wurde 2010 nach Pilzbefall saniert.

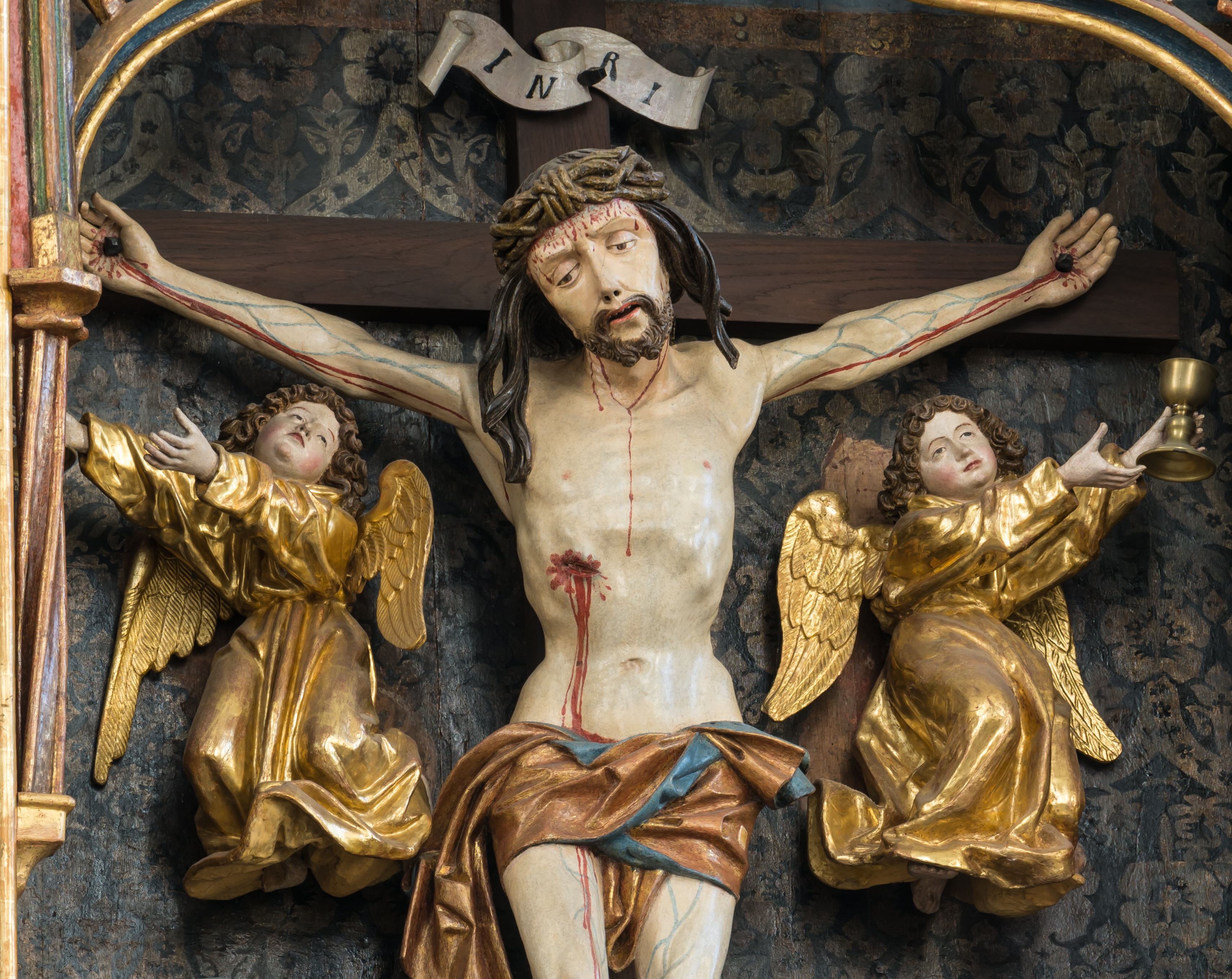
Detail des Flügelaltars: der Gekreuzigte
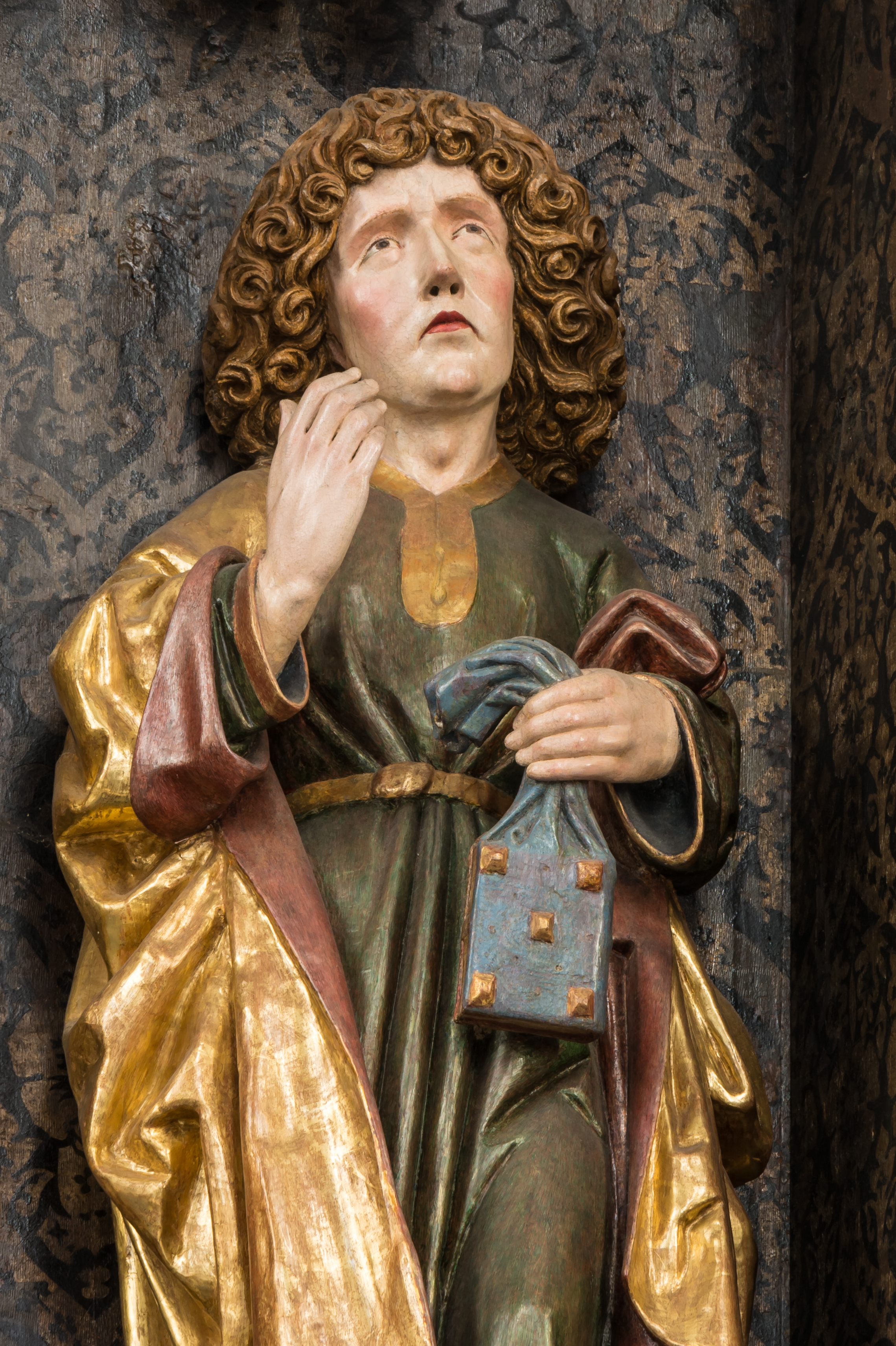
Detail des Flügelaltars: hl. Johannes
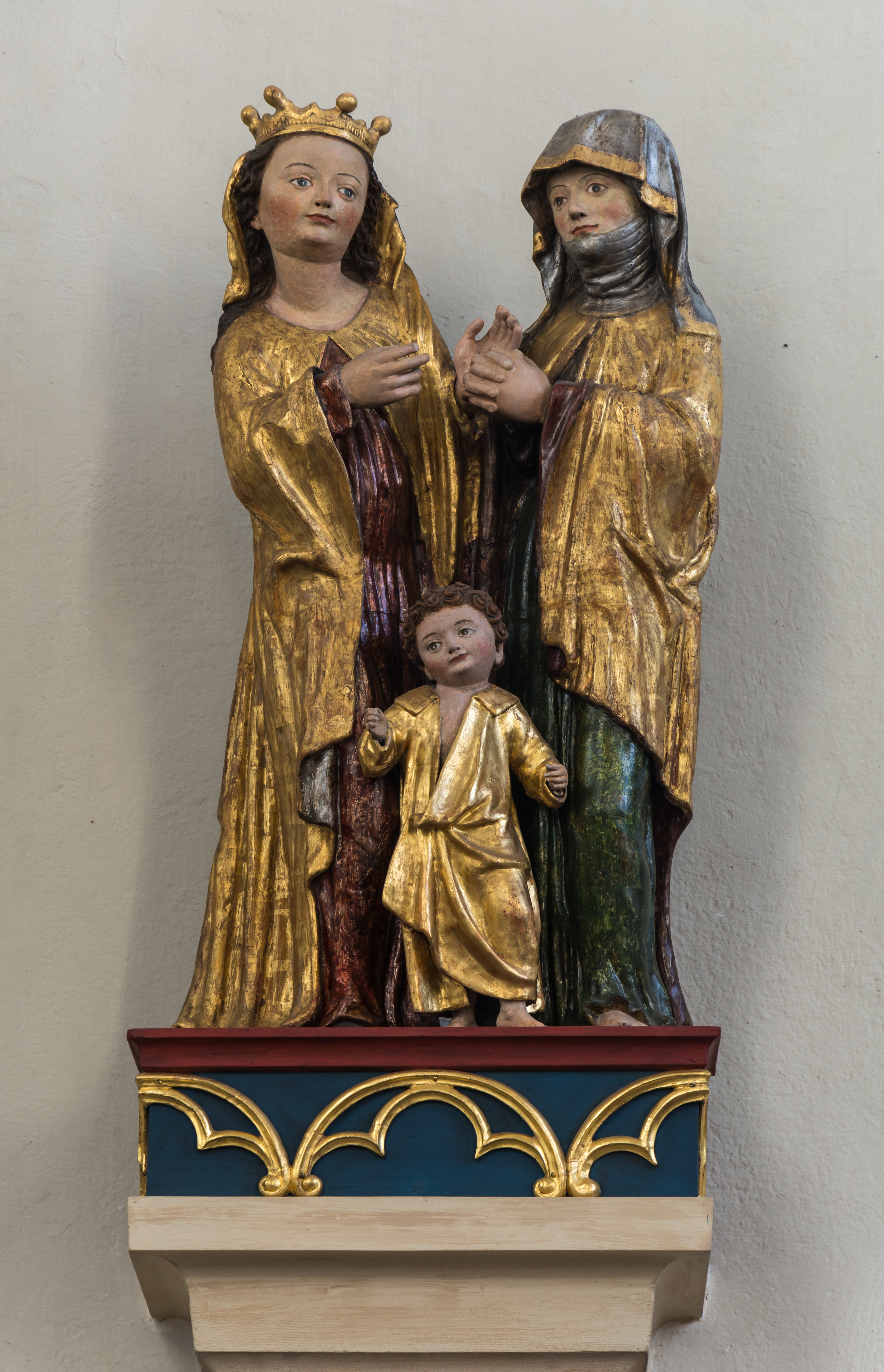
Anna-selbdritt-Gruppe
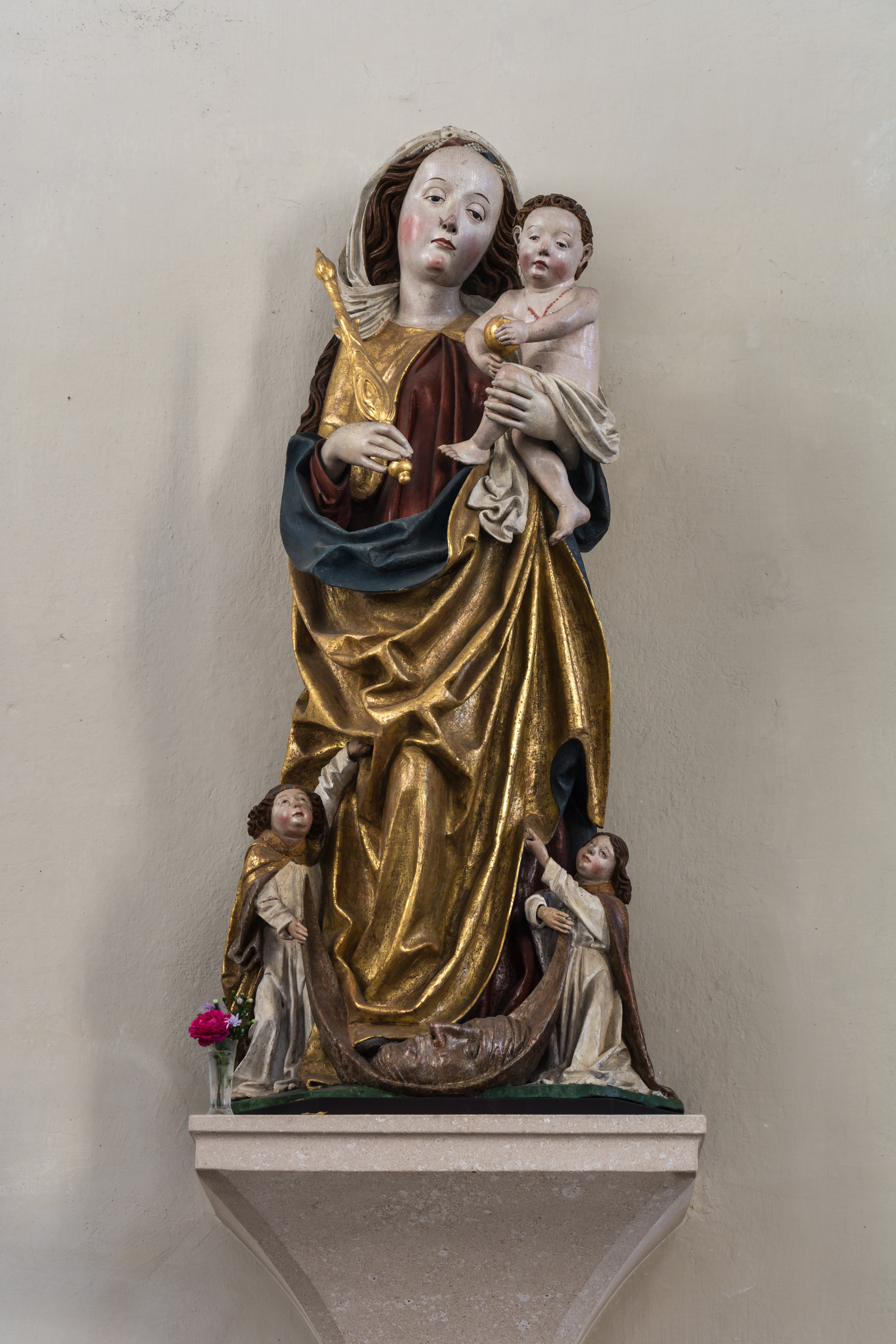
Maria mit Kind auf der Mondsichel